# Jupp Ripfel
Jupp (Josef) Ripfel, född i Nesselwang, Tyskland den 2 september 1938, är en svensk före detta tävlingscyklist. Han blev svensk mästare i linjelopp fyra gånger och kom tvåa tre gånger. Efter karriären var han under en period förbundskapten (fram till 1992 då Sven-Åke Nilsson tog över posten). Ripfel tilldelades Stora Grabbars Märke av Svenska Cykelförbundet 1967.

## Meriter

### Landsväg
1963
- 1:a etapp 7 i Österrike runt
- 2:a Svenska Mästerskapen i linjelopp

1964
- Svensk Mästare i stafett (med Curt Söderlund och Owe Sundström)
- 2:a Svenska Mästerskapen i linjelopp

1965
- 1:a etapp 6 i Sexdagarsloppet
- Svensk Mästare i linjelopp
- 1:a i Skandisloppet

1966
- Svensk Mästare i linjelopp
- Svensk Mästare i stafett (med Roland Strand och Nils Erik Kindh)

1967
- 2:a Svenska Mästerskapen i linjelopp
- 17:e i Världsmästerskapen i linjelopp (amatörer)[3]

1968
- Svensk Mästare i stafett (med Ted Claesson och Thomas Eriksson)
- 1:a etapp 3 i Marocko runt
- 1:a etapp 12 i Marocko runt
- 1:a etapp 10 i Fredsloppet
- 11:a i Världsmästerskapen i linjelopp (amatörer)[4]

1969
- Sexdagarsloppet
  - 1:a etapp 1
  - 2:a totalt[5]
- 1:a i Skandisloppet

1970
- Svensk Mästare i linjelopp
- Svensk Mästare i stafett (med Torbjörn Boström och Bengt Bergström)
- Svensk Mästare i lag för individuellt tempo (med Curt Söderlund och Tony Svensson)
- 1:a i Östgötaloppet
- 11:a i Världsmästerskapen i linjelopp (amatörer)[6]

1971
- 1:a etapp 8 i Österrike runt
- Guld i Nordiska Mästerskapen i lagtempo (med Sune Wennlöf, Leif Hansson och Sten Andersson)
- Svensk Mästare i linjelopp
- Svensk Mästare i stafett (med Bert Jigstedt och Curt Olsson)
- 1:a totalt i Klarälvsloppet[7]

1972
- 1:a i Solleröloppet

### Bana
1968
- Brons i Världsmästerskapen i lagförföljelselopp för amatörer (med Erik Fåglum, Tomas Pettersson och Gösta "Fåglum" Pettersson)
- 22:a plats vid Olympiska Spelen på 1000 m individuellt tidslopp.